# Liolaemus chaltin
Liolaemus chaltin este o specie de șopârle din genul Liolaemus, familia Tropiduridae, descrisă de Lobo și Bernardo Espinoza în anul 2004. Conform Catalogue of Life specia Liolaemus chaltin nu are subspecii cunoscute.